# 拉拉讷
拉拉讷（法語：Lalanne，法語發音：[lalan]）是法国热尔省的一个市镇，位于该省东部偏北，属于孔东区和热尔洛马涅市镇公共社区。

## 地理
拉拉讷（43°47'50"N, 0°41'3"E）面积5.55 平方千米，位于法国奧克西塔尼大區热尔省，该省份为法国西南部内陆省份，北起顺时针与洛特-加龙省、塔恩-加龙省、上加龙省、上比利牛斯省、大西洋比利牛斯省和朗德省接壤。
与拉拉讷接壤的市镇（或旧市镇、城区）包括：塞朗、弗勒朗斯、欧卢斯特河畔加瓦雷、米拉蒙拉图尔、热尔河畔蒙泰斯特吕克、皮斯。
拉拉讷的时区为UTC+01:00、UTC+02:00（夏令时）。

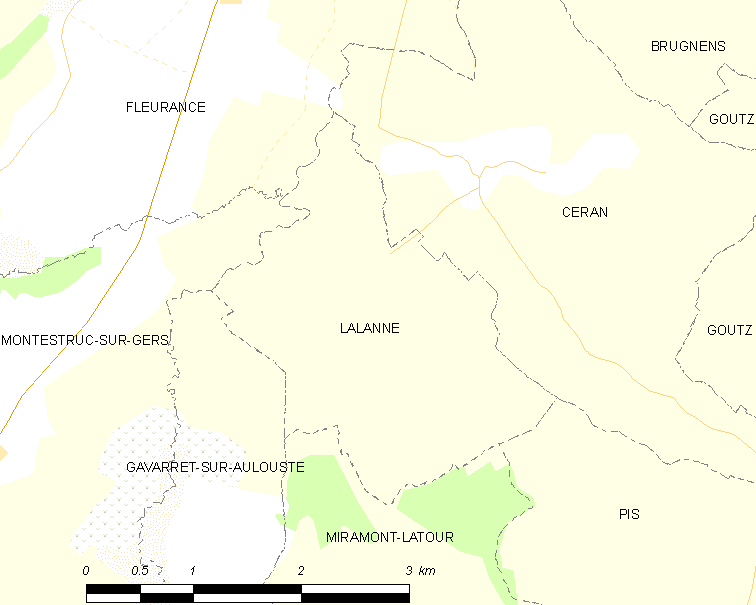
拉拉讷的OSM定位图

## 行政
拉拉讷的邮政编码为32500，INSEE市镇编码为32184。

## 政治
拉拉讷所属的省级选区为弗勒朗斯-洛马涅县。

## 交通
热尔省省道D241线和D251线在拉拉讷境内交汇。

## 人口

1962-2008年间拉拉讷人口变化图示

拉拉讷于2022年1月1日时的人口数量为132人。